# A9 (Groot-Brittannië)
De A9 is een hoofdweg in Schotland die Falkirk nabij Edinburgh verbindt met Thurso aan de noordkust. Het is de langste A-weg in Schotland; de totale lengte is 433 km. Tussen Inverness en Perth is de A9 een deel van de Europese weg 15.

## Traject
De A9 begint aan een afrit van de M9 in Polmont ten oosten van Falkirk. Langs Stenhousemuir gaat hij noordwestwaarts naar Stirling. Ten zuiden van Dunblane, waar de M9 eindigt, gaat de A9 verder langs Gleneagles en Auchterarder naar Perth. Vanuit Perth voert de A9 dan noordwaarts naar de Schotse Hooglanden, langs onder meer Pitlochry, Dalwhinnie, Kingussie, Aviemore naar Inverness. Over de Kessock Bridge gaat het verder langs de oostkust van Schotland naar Evanton, Tain, Golspie, Brora, Helmsdale en Latheronwheel. In Latheron steekt de A9 dan noordwaarts door naar Thurso via Spittal. De A9 eindigt in de haven van Scrabster, waar de veerboot naar Stromness in de Orkneyeilanden vertrekt.
Tussen Dingwall en Tain en tussen Golspie en Helmsdale volgt de spoorlijn Far North Line ongeveer hetzelfde traject als de A9.
De voornaamste kruisingen zijn:
- te Falkirk met de M9
- te Bannockburn met de A91
- te Dunblane met de M9
- te Perth met de M90
- Nabij Aviemore met de A95
- te Inverness met de A82 en A96
- te Latheron met de A99 naar Wick.